# MTX Tatra V8
De MTX Tatra V8 is een supercar die gemaakt werd door MTX in samenwerking met Tatra in 1991.

## Geschiedenis
De MTX Tatra V8 is ontworpen door de Tsjechische automobielontwerper Václav Král en was in die tijd de snelste Tsjechische auto. Hij had de luchtgekoelde V8-motor van de Tatra 613-4, die echter werd opgeboord tot 3,9 liter en was uitgerust met carburateurs of een Bosch K-Jetronic. Het motorvermogen was 160-225 kW (218-306 DIN-pk) bij 6000-6700 tpm, hij had vleugeldeuren en opklappende koplampen. Voor de acceleratie van 0 tot 100 km/u werd 5,6 seconden opgegeven bij de injectieversie en 6,2 seconden bij de carburateurversie. De maximale snelheid was 265 km/u (injectieversie).
Nadat er rijtests mee waren gedaan op de testbaan van Tatra in Kopřivnice, op het vliegveld in Mošnov en op het Autodrom-circuit in Most, werd hij uiteindelijk in oktober 1991 aan het publiek voorgesteld tijdens de autosalon in Praag. Daarna had MTX bijna 200 bestellingen voor deze auto, dus begon het bedrijf met de productie van een gelimiteerde serie van 100 stuks. Toen het project tijdens de vroege productiefase aan een nieuwe eigenaar werd verkocht, werd de fabriek getroffen door een brand die de productie van deze auto voor altijd beëindigde.
Slechts vier exemplaren van de Tatra MTX V8 werden ooit gebouwd: Een rode en een witte die nu Tsjechische privé-eigenaren hebben, een zwarte die wordt tentoongesteld in het sportwagenmuseum in Lány en een vierde werd naar verluidt geleverd als een bouwpakket naar de Verenigde Staten. In 2010 verscheen de auto in de film Runaway van Kanye West.

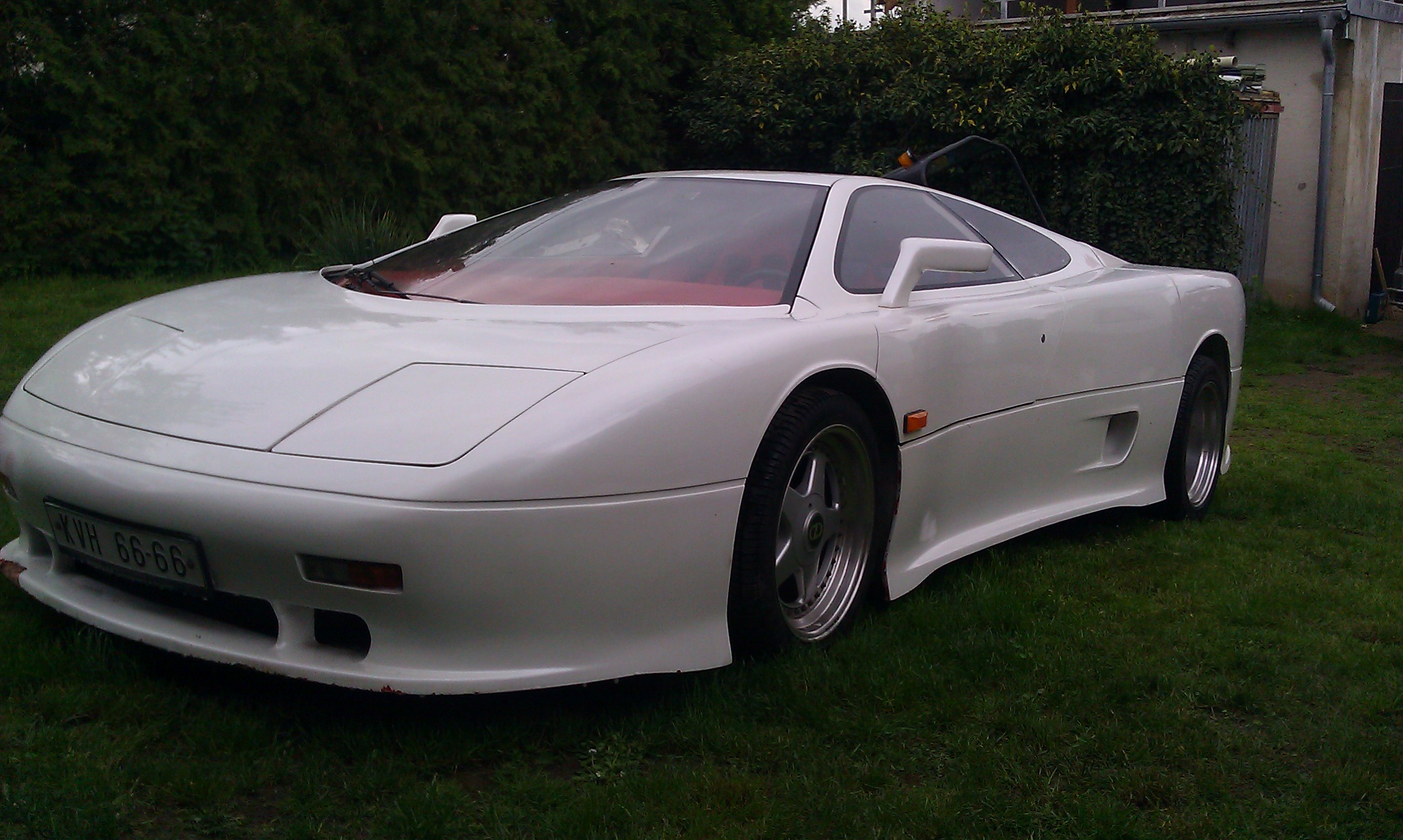
MTX Tatra V8, tweede prototype
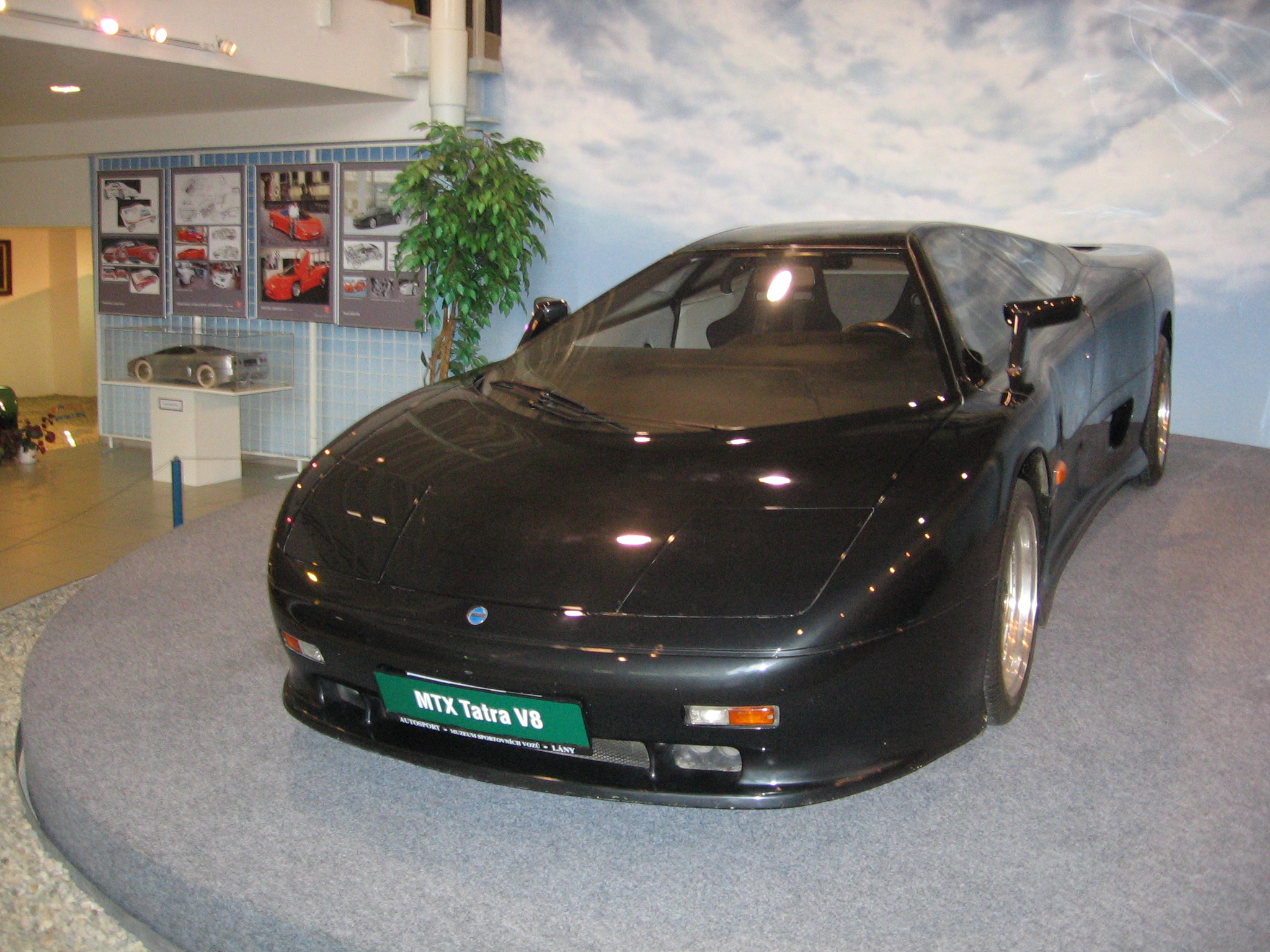
MTX Tatra V8, derde prototype in het sportwagenmuseum Lány
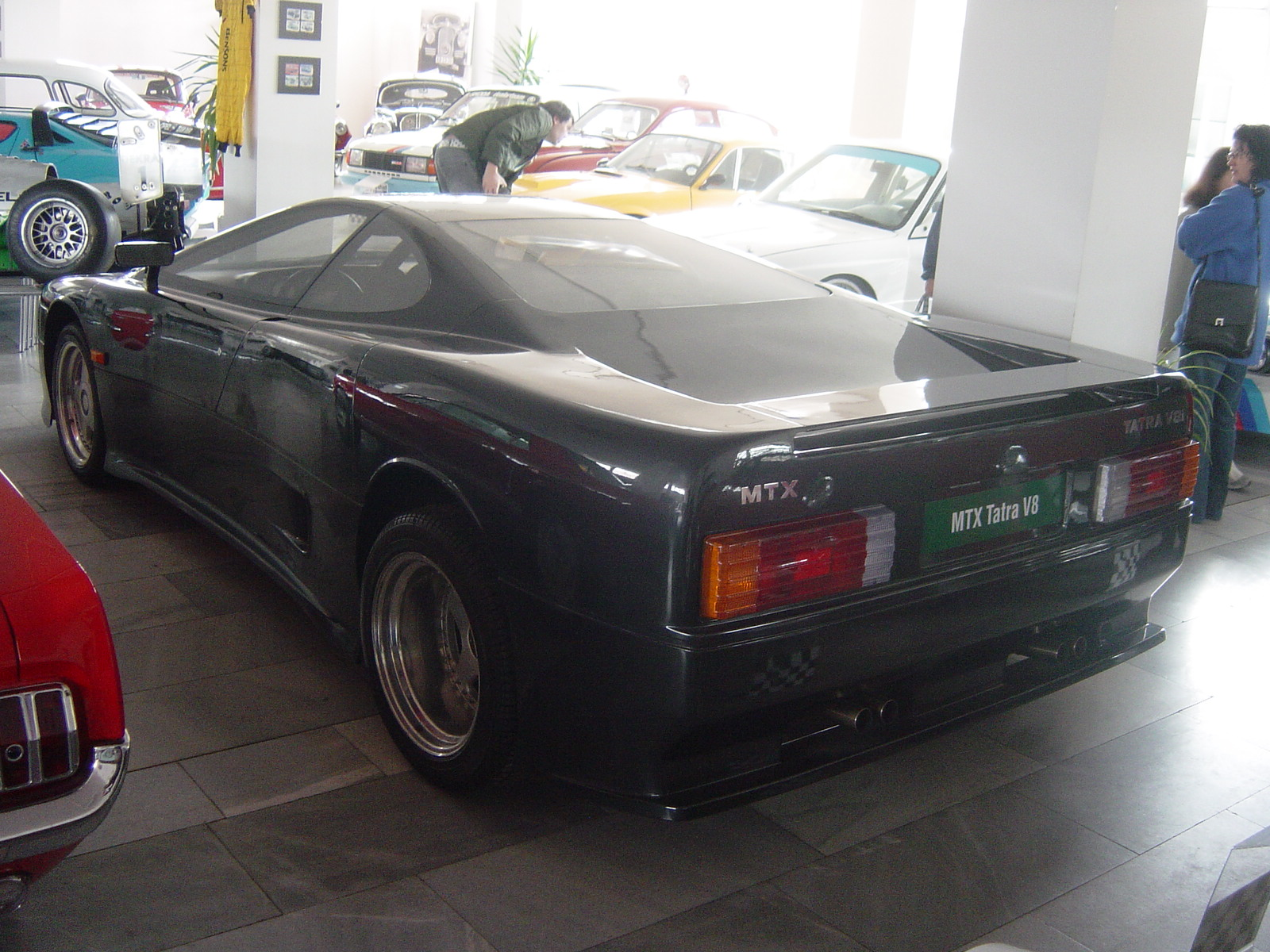
Achteraanzicht